# رادومير نوفاكوفيتش
رادومير نوفاكوفيتش هو لاعب كرة قدم ألماني في مركز حراسة المرمى، ولد في 24 يناير 2000 في مونشنغلادباخ في ألمانيا. لعب مع رودا كيركراده.

## وصلات خارجية
- رادومير نوفاكوفيتش على موقع قاعدة بيانات كرة القدم.إي يو (الإنجليزية)
- رادومير نوفاكوفيتش على موقع Soccerbase.com (لاعب) (الإنجليزية)
- رادومير نوفاكوفيتش على موقع Soccerway.com (الإنجليزية)
- رادومير نوفاكوفيتش على موقع عالم كرة القدم.نت (الإنجليزية)